# Сімоне Елкелес
Сімоне Елкелес (народилася 24 квітня 1970), американська письменниця, авторка відомих підліткових романтичних трилогій "Ідеальна Хімія" і "Як знищити". Вона є авторкою Нью-Йорк Таймс young adult бестселерів. Сімоне отримала премію РИТА за найкращий young adult романтику від Романтичні письменники Америки за її книгу "Ідеальна Хімія". Продовження "Ідеальної Хімії" є "Правила тяжіння", яка з'явилася у списку бестселерів USA Today і Нью-Йорк Таймс.

## Ранні роки
Сімоне Елкелес народилася в Чикаго, штат Іллінойс 24 квітня 1970. Її сім'я пізніше переїхала в Glenview, Іллінойс аж до її першого курсу середньої школи, коли вони переїхали в Дірфілд, штат Іллінойс, у передмісті Чикаго. Вона вчилася в середній школі Deerfield, яку закінчила у 1988 році. Сімоне Елкелес була фотографинею в братстві та жіночому клубі. Потім навчалася в Університеті Пердью, але закінчила Іллінойський університет отримавши ступінь бакалавра наук в області психології. Пізніше вона отримала магістра наук в галузі трудових відносин Університету Лойоли — Чикаго. Під час роботи в компанії з виробництва урізноманітнення програм для своїх співробітників Сімоне продовжила свою освіту в Університеті Лойола, де вона отримала ступінь магістра наук в області виробничих відносин. Після закінчення освіти вона пішла працювати у виробничу компаніюсвого батька. Коли він помер, Сімоне 24 стала генеральним директором в 24 роки. Вона дізналася про маркетинг і про бізнес.

## Авторка
Сімоне починала писати в 2000 році. Після того як вона завершила "How to Ruin a Summer Vacation", почала надсилати книгу до агентів. Через 5 років пошуків, Елкелес нарешті знайшла агента, Надю Корніер, якій сподобалася "How to Ruin a Summer Vacation".